# Lucena
Lucena (dân số 46.000 người) là một đô thị trong tỉnh Córdoba, Andalusia, Tây Ban Nha.